# Munnoniscus marsupialis
Munnoniscus marsupialis är en kräftdjursart som först beskrevs av Georg Ossian Sars 1883.  Munnoniscus marsupialis ingår i släktet Munnoniscus och familjen Cabiropidae.
Artens utbredningsområde är havet utanför Norge. Arten är reproducerande i Sverige. Inga underarter finns listade i Catalogue of Life.